# Haemaphysalis bequaerti
Haemaphysalis bequaerti este o specie de căpușe din genul Haemaphysalis, familia Ixodidae, descrisă de Harry Hoogstraal în anul 1956.
Este endemică în Sudan. Conform Catalogue of Life specia Haemaphysalis bequaerti nu are subspecii cunoscute.